# جرمی پربت
جرمی پربت (انگلیسی: Jérémy Perbet؛ زادهٔ ۱۲ دسامبر ۱۹۸۴) بازیکن فوتبال اهل فرانسه است.
از باشگاه‌هایی که در آن بازی کرده‌است می‌توان به باشگاه فوتبال خنت، باشگاه فوتبال آنژه، باشگاه فوتبال کلرمون فوت، باشگاه فوتبال استانبول باشاک‌شهر، ای‌اف‌سی توبیز، باشگاه فوتبال کورتریک، باشگاه فوتبال رویال شارلوا، باشگاه فوتبال استراسبورگ، باشگاه فوتبال لوکرن اوست والاندرن، و باشگاه فوتبال ویارئال اشاره کرد.